# Cecilia Söderberg-Nauclér
Cecilia Söderberg-Nauclér, född 1967, är en svensk läkare och immunolog som är professor i medicinsk mikrobiell patogenes vid Karolinska Institutet, Stockholm.

## Biografi
Söderberg-Nauclér läste medicin med forskningsinriktning vid Karolinska institutet 1987–1994. Hon avlade läkarexamen 1994 och disputerade 1995 med en avhandling med titeln Biological Importance and Immunogenicity of Human Aminopeptidase N (CD13) in Cytomegalovirus (CMV) Infection.
Söderberg-Nauclér genomförde därefter en post doc, vid Department of Microbiology, Oregon Health Sciences University 1995-1997, med professor Jay Nelson som mentor. Tjänsten finansierades av WennerGren Stiftelsen i Sverige.
1997 återvände Söderberg-Nauclér till Karolinska Institutet  genomförde en forskar AT utbildning vid Huddinge sjukhus och startade sin egen forskargrupp. Hon blev legitimerad läkare 2001 och rekryterades till Institutionen för Medicin och Centrum för Molekylär Medicin, Karolinska Sjukhuset 2001. Söderberg-Nauclér blev docent i experimentell medicin 2002. 2004 erhöll hon Kungliga Vetenskapsakademins tjänst inom medicin som hon innehade tills 2008 då hon blev professor i medicinsk mikrobiell patogenes vid Karolinska Institutet. Samtidigt fick hon Vetenskapsrådets forskartjänst inom molekylär virologi, vilken hon innehade tills 2014. Hennes forskargrupp Cellulär och Molekylär Immunologi tillhör avdelningen Mikrobiell Patogenes vid Instituitionen för Medicin, Solna, Karolinska Institutet, för vilken hon är avdelningschef.

### Coronadebatten 2020
I samband med Coronavirusutbrottet 2020–2021 i Sverige kritiserade Söderberg-Nauclér bemötandet från Sveriges regering, anklagade dem för att "föra oss mot katastrof" och för att låta människor dö. Hon menade bland annat att den svenska statsepidemiologen Anders Tegnells borde avgå och att Stockholm borde stängas ner med betydligt hårdare restriktioner. Söderberg-Nauclér har i sin tur fått motta kritik, dels om att ha använt felaktiga data och påståenden i sina argument, bland annat i en debattartikel underskriven av Söderberg-Nauclér tillsammans med 21 andra. Hon mottog också kritik för att ha delat innehåll som kritiserar svenska myndigheter från den ryska statliga mediebyrån Russia Today.